# Jane Johnston Schoolcraft

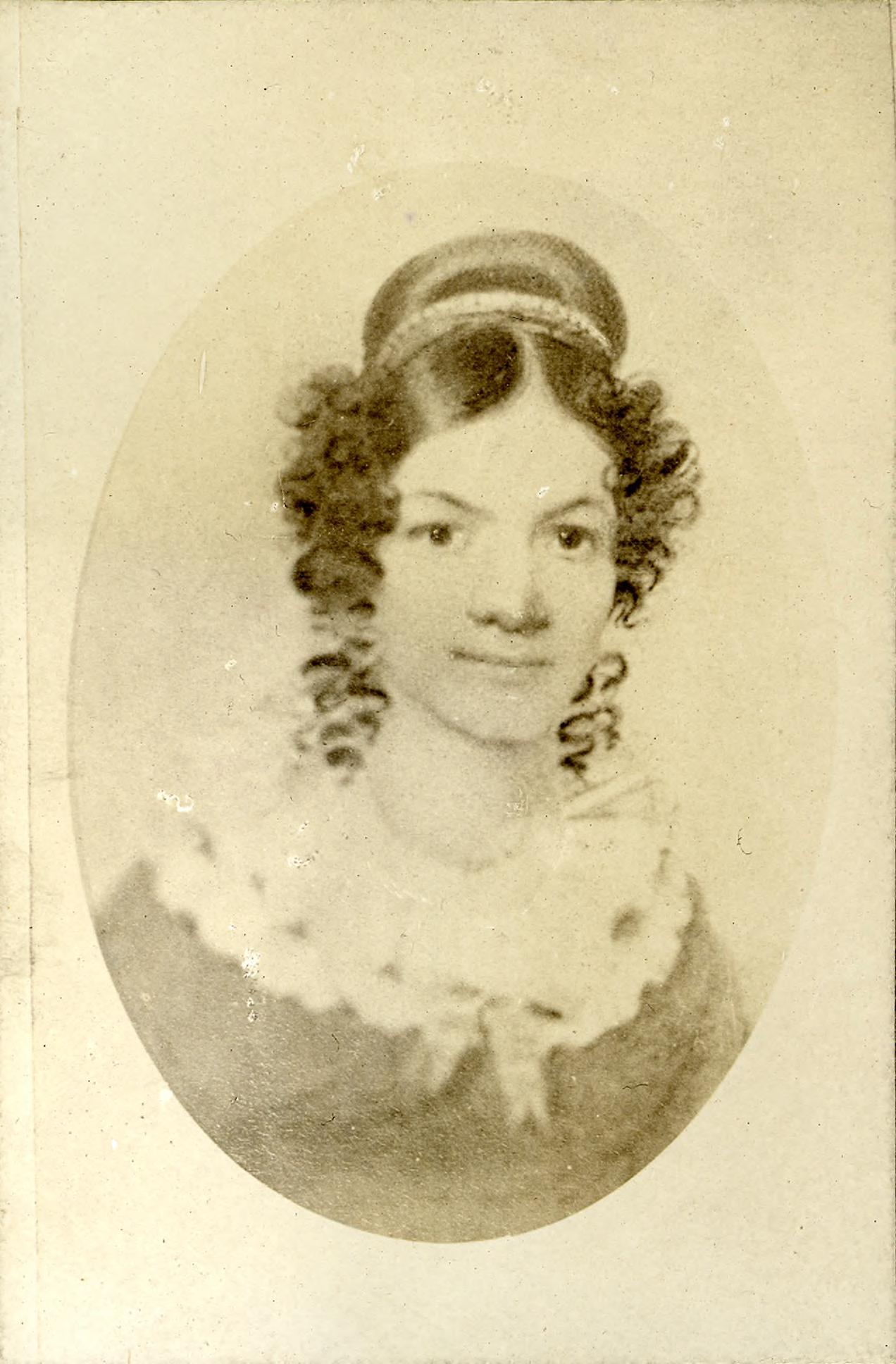
Jane Johnston Schoolcraft

Jane Johnston Schoolcraft (* 31. Januar 1800 in Sault Ste. Marie, Michigan; † 22. Mai 1842 in Dundas, Ontario, Kanada) war eine indianisch-amerikanische Schriftstellerin. Ihre Gedichte sind die frühesten in englischer Sprache verfassten Werke eines indianischen Autors, und sie war die erste in Amerika lebende Dichterin, die in ihrer indigenen Sprache schrieb.
In ihrer Muttersprache Ojibwe (auch Anishinaabeg) lautete ihr Name Obabaamwewe-giizhigokwe (Frau mit dem Klang von Sternen, die über den Himmel jagen).

## Biographie
Mutter von Jane Johnston Schoolcraft war Ozhaguscodaywayquay, Tochter von Häuptling Waubojeeg, der für seine sprachgewaltigen Geschichten und Lieder bekannt war. Ihr Vater war John Johnston, ein irischer Pelzhändler. Die Familie lebte sehr abgeschieden, aber Johnson trug eine große Bibliothek zusammen und unterwies seine acht Kinder in englischer und europäischer Literatur, Geschichte und Theologie. Die Mutter, die kein Englisch sprach, machte die Kinder mit der Traditionen der Ojibwe in Musik und Geschichtenerzählen vertraut. Jane war das drittälteste Kind und die älteste Tochter. 1809 reiste sie gemeinsam mit ihrem Vater nach Irland und England und lebte bis 1810 bei ihrem Onkel und ihrer Tante im irischen Wexford. Geplant war, sie dort zu lassen, um ihr eine bessere Schulbildung zukommen zu lassen, aber sie vertrug das Klima nicht, und ihr Onkel starb. Deshalb kehrten Vater und Tochter gemeinsam nach Nordamerika zurück.
Im Jahre 1822 erreichten US-amerikanische Soldaten den Heimatort von Jane Johnston, darunter der Indianeragent Henry Rowe Schoolcraft. Er befreundete sich mit der Familie Johnston, studierte Sprache und Kultur der Ojibwe, und 1823 heirateten er und Jane Johnston. In den langen Wintern von 1826 und 1827 stellte Rowe Schoolcraft eine handgeschriebene Zeitschrift, den Literary Voyager oder Muzzeniegun zusammen, die aus seinen eigenen Werken bestand, aber auch Geschichten und Gedichte seiner Frau beinhaltete. Mit Unterstützung seiner Frau und von deren Familie wurde Rowe Schoolcraft zu einem der ersten Wissenschaftler, der sich mit der Ethnologie der amerikanischen Urbevölkerung beschäftigte. 1839 publizierte er eine umfassende Sammlung von aufgezeichneten und übersetzten indianischen Geschichten, die Algic Researches, zu der Jane und ihr Bruder William beigetragen hatten.
Die Eheleute Schoolcraft bekamen vier Kinder, von denen zwei das Erwachsenenalter erreichten. Nach einer Fehlgeburt im Jahre 1825 erkrankte Jane Johnston Schoolcraft und litt an schweren Depressionen, zwei Jahre später starb ihr kleiner Sohn. Aus diesem Anlass schrieb sie das Gedicht To My Ever Beloved and Lamented Son William Henry. 1833 zog die Familie nach Mackinac Island, wo Henry Rowe Schoolcraft eine Agency betrieb. Nachdem der Ehemann sich zunehmend politisch betätigte und auf Reisen war, entfremdeten sich die Eheleute. Die Kinder wurden auf Internate eingeschult, und die Mutter litt unter der Trennung. Jane Johnston Schoolcraft, die in ihren letzten Lebensjahren kränklich und angeblich abhängig von Laudanum war, starb 1842 im Alter von 42 Jahren, als sie sich zu Besuch bei ihrer Schwester in Dundas, heute Kanada, aufhielt. Ihr Mann befand sich zu dieser Zeit in Europa, um Verleger für seine Publikationen zu finden. Sie wurde auf dem Saint John's Anglican Church Graveyard in Ancaster (Ontario) bestattet.
Henry Rowe Schoolcraft ging eine zweite Ehe mit Mary Howard ein, die das Buch The Black Gauntlet. A Tale of Plantation Life in South Carolina schrieb und in dem sie die Sklaverei verklärte. Seine Kinder verziehen ihm diese Ehe nicht und brachen den Kontakt zu ihm ab.
2008 wurde Jane Johnston Schoolcraft in die Michigan Women’s Hall of Fame aufgenommen.

## Das Werk
Lange war der Anteil von Jane Johnston Schoolcraft am Werk ihres Mannes unbekannt, und ihr Name wurde häufig nur im Zusammenhang mit ihm erwähnt. 1993 verfasste die Wissenschaftlerin Marjorie Cahn Brazer eine Geschichte der Johnston-Familie (Harps upon the Willows: The Johnston Family of the Old Northwest), ohne jedoch Jane Johnston Schoolcraft als Autorin besonders hervorzuheben. Erst die ausführliche Biographie und die Edition ihrer Manuskripte, die die Familie gesammelt und aufbewahrt hatte, durch den Literaturwissenschaftler Robert Dale Parker würdigte Leben und Werk der indianischen Autorin. So vertritt er die Ansicht, dass die Algic Researches, die bisher ausschließlich Henry Rowe Schoolcraft zugeschrieben wurden und als Quelle für Henry Wadsworth Longfellows Gedicht The Song of Hiawatha (1885) gelten, in der Hauptsache von Jane Johnston Schoolcraft niedergeschrieben wurden.

## Schriften
- Character of Aboriginal Historical Tradition (1827)
- Invocation to My Maternal Grandfather on Hearing his Descent from Chippewa Ancestors Misrepresented (1827)
- Lines Written Under Severe Pain and Sickness (1827)
- Moowis, The Indian Coquette: A Chippewa Legend (1827)
- Origin of the Miscodeed or the Maid of Taquimenon (1827)
- Otagamaid (1827)
- Resignation (1827)
- Say Dearest Friend, When Light Your Bark (1827)
- Sonnet (1827)
- The Origin of the Robin – An Oral Allegory (1827)
- To My Ever Beloved and Lamented Son William Henry (1827)
- To Sisters on a Walk in the Garden, After a Shower (1827)
- Mishosha, or the Magician and His Daughters: A Chippewa Table or Legend (1827)
- The Forsaken Brother (1827)
- Ridge’s Poems
- Poetry 1815–1836